# چوس نوکیل
چوس نوکیل (به لاتین: Chosnukel) یک منطقهٔ مسکونی در افغانستان است که در ولسوالی خواهان واقع شده‌است.